# Pic ondé
Celeus undatus
Espèce
Statut de conservation UICN

 LC  : Préoccupation mineure
Le Pic ondé (Celeus undatus) est une espèce d'oiseau de la famille des Picidae.
Il peuple le plateau des Guyanes, Marajó et régions avoisinantes du nord du Brésil. Il fréquente les forêts humides tropicales ou subtropicales.

## Description
Il mesure entre 20 et 23 cm pour environ 64 g. Son bec est jaune verdâtre. Le plumage et la crête sont bruns ; le dessous est jaune, strié de noir. Le mâle possède une bande malaire rouge.